# Not Just a Flower in Your Hair
"Not Just a Flower in Your Hair" is een nummer van de Nederlandse band After Tea. Het verscheen op hun debuutalbum National Disaster uit 1967. Dat jaar werd het uitgebracht als de eerste single van de band.

## Achtergrond
"Not Just a Flower in Your Hair" is geschreven door organist Hans van Eijck en geproduceerd door gitarist Ray Fenwick. After Tea ontstond nadat een aantal leden van de band Tee Set, waaronder Van Eijck en Fenwick, ruzie kregen met zanger Peter Tetteroo en manager Theo Kuppens en een nieuwe band vormden. De debuutsingle van de groep, die kort na de zogeheten Summer of Love werd uitgebracht, sluit aan bij de destijds populaire flowerpowerbeweging.
In "Not Just a Flower in Your Hair" wordt de luisteraar opgeroepen om niet alleen een bloem in het haar te dragen, maar om ook aan de bijbehorende liefde en vrede te denken. Halverwege het lied zingt een kinderkoor een variatie op het rijmpje "Ben je boos, pluk een roos". Het laatste couplet wordt ook door het koor gezongen, maar dan in het Engels.
"Not Just a Flower in Your Hair" werd een hit in Nederland, waar het de elfde plaats in de Top 40 en de negende plaats in de Parool Top 20 bereikte.

## Hitnoteringen

### Nederlandse Top 40
| Hitnotering: 21-10-1967 t/m 23-12-1967 | Hitnotering: 21-10-1967 t/m 23-12-1967 | Hitnotering: 21-10-1967 t/m 23-12-1967 | Hitnotering: 21-10-1967 t/m 23-12-1967 | Hitnotering: 21-10-1967 t/m 23-12-1967 | Hitnotering: 21-10-1967 t/m 23-12-1967 | Hitnotering: 21-10-1967 t/m 23-12-1967 | Hitnotering: 21-10-1967 t/m 23-12-1967 | Hitnotering: 21-10-1967 t/m 23-12-1967 | Hitnotering: 21-10-1967 t/m 23-12-1967 | Hitnotering: 21-10-1967 t/m 23-12-1967 | Hitnotering: 21-10-1967 t/m 23-12-1967 |
| Week                                   | 1                                      | 2                                      | 3                                      | 4                                      | 5                                      | 6                                      | 7                                      | 8                                      | 9                                      | 10                                     |                                        |
| -------------------------------------- | -------------------------------------- | -------------------------------------- | -------------------------------------- | -------------------------------------- | -------------------------------------- | -------------------------------------- | -------------------------------------- | -------------------------------------- | -------------------------------------- | -------------------------------------- | -------------------------------------- |
| Nummer                                 | 28                                     | 15                                     | 12                                     | 11                                     | 13                                     | 17                                     | 18                                     | 19                                     | 24                                     | 29                                     | uit                                    |

### Parool Top 20
| Hitnotering: 04-11-1967 t/m 02-12-1967 | Hitnotering: 04-11-1967 t/m 02-12-1967 | Hitnotering: 04-11-1967 t/m 02-12-1967 | Hitnotering: 04-11-1967 t/m 02-12-1967 | Hitnotering: 04-11-1967 t/m 02-12-1967 | Hitnotering: 04-11-1967 t/m 02-12-1967 | Hitnotering: 04-11-1967 t/m 02-12-1967 |
| Week                                   | 1                                      | 2                                      | 3                                      | 4                                      | 5                                      |                                        |
| -------------------------------------- | -------------------------------------- | -------------------------------------- | -------------------------------------- | -------------------------------------- | -------------------------------------- | -------------------------------------- |
| Nummer                                 | 11                                     | 9                                      | 13                                     | 18                                     | 19                                     | uit                                    |

### NPO Radio 2 Top 2000
| Nummer met noteringen in de NPO Radio 2 Top 2000 | '01  | '02  | '03  | '04  | '05  | '06 | '07  | '08  |
| ------------------------------------------------ | ---- | ---- | ---- | ---- | ---- | --- | ---- | ---- |
| Not Just a Flower in Your Hair                   | 1347 | 1486 | 1551 | 1871 | 1595 | -   | 1712 | 1896 |

1. ↑  Een '-' betekent dat het nummer niet was genoteerd en een vetgedrukt getal geeft de hoogste notering aan.
2. ↑  2001 was het eerste jaar met een notering voor dit nummer.
3. ↑  Deze tabel is bijgewerkt tot en met de laatste editie (2024).